# Katrina vanden Heuvel
Katrina vanden Heuvel (New York City, 7 ottobre 1959) è un'editrice e imprenditrice statunitense, comproprietaria ed ex redattrice della rivista progressista The Nation dal 1995 al 2019. È apparsa spesso come commentatrice in programmi televisivi politici. Vanden Heuvel è membro del Council on Foreign Relations, un think tank statunitense senza scopo di lucro. Ha ricevuto il Norman Mailer Prize.

## Biografia
Katrina vanden Heuvel è nata a New York City, figlia di Jean Stein, ereditiera, scrittrice di best-seller ed editore della rivista letteraria Grand Street, e William vanden Heuvel, avvocato, ex ambasciatore degli Stati Uniti,  membro della John F. Kennedy's Administration, uomo d'affari. Ha una sorella e due fratellastri. I suoi nonni materni erano il fondatore della Music Corporation of America Jules C. Stein e Doris Babbette Jones (originariamente Jonas). Attraverso Doris, vanden Heuvel è una lontana cugina dell'attore e comico George Jessel.  Sua madre proveniva da una famiglia ebrea  e suo padre era di origini olandesi e belghe.
Vanden Heuvel si è diplomata alla Trinity School nel 1977. Si è laureata summa cum laude con un AB in politica presso la Princeton University nel 1981 dopo aver completato una tesi di laurea intitolata "American Victims: A Study of the Anticomunist Crusade".  Mentre era a Princeton, ha lavorato come redattrice del Nassau Weekly, una pubblicazione scolastica, e ha svolto uno stage presso la rivista National Lampoon nel 1978. Ha poi lavorato come assistente di produzione alla ABC per due anni.

## Carriera

### The Nation
Alla fine del suo ultimo anno, vanden Heuvel aveva già lavorato per nove mesi come stagista presso The Nation, dopo aver seguito il corso "Politica e stampa" tenuto da Blair Clark, editore della rivista dal 1976 al 1978 e tornato poi alla rivista nel 1984 come vicedirettore per gli affari esteri.
Nel 1989, vanden Heuvel è stata promossa redattrice generale di The Nation e responsabile della copertura dell'URSS. Nel 1995,  è stata nominata redattore capo di The Nation.
Nel 1995, The Nation perdeva 500.000 dollari all'anno e il suo editore, Victor Navasky, ha riunito vanden Heuvel insieme ad altri investitori in una partnership  per acquistare la rivista dal banchiere di investimenti Arthur L. Carter. Tra gli investitori vandenHeuvel, Paul Newman, EL Doctorow, Alan Sagner (ex presidente della Corporation for Public Broadcasting), Peter Norton  (creatore del software Norton Utilities).
In un'intervista del 2005 con Theodore Hamm in The Brooklyn Rail, vanden Heuvel descrive così i contenuti di The Nation e il suo ruolo più ampio nei media:
Nelle elezioni presidenziali del 2016, vanden Heuvel ha definito il senatore Bernie Sanders come "il realista che dovremmo eleggere".
Nell'aprile 2019, vanden Heuvel ha annunciato che si sarebbe dimessa il 15 giugno 2019, lasciando il suo posto a DD Guttenplan.

### Altre attività
Con suo marito, Stephen F. Cohen, vanden Heuvel ha curato Voices of Glasnost: Interviews with Gorbachev's Reformers (Norton, 1989). Ha anche curato il volume della compilation, The Nation: 1865–1990 (Pluto Press, 1987).
Nel 1990, vanden Heuvel ha co-fondato Vy i My ("You and We"), una rivista femminista trimestrale che collega donne americane e russe, e descritta come una newsletter femminista in lingua russa.
È stata curatrice della raccolta A Just Response: The Nation on Terrorism, Democracy and September 11, 2001 (New York: Thunder's Mouth Press/Nation Books, 2002), co-curatrice di Taking Back America – And Taking Down the Radical Right ( Nation Books, 2004) e di The Dictionary of Republicanisms (Nation Books, 2005).
Ad aprile 2021, continua a scrivere una colonna editoriale per il Washington Post.
Nei suoi numerosi articoli di opinione sul Washington Post dopo l'invasione russa dell'Ucraina del 2022, ha sostenuto di evitare l'allargamento della NATO e di conseguenza l'inizio di una seconda guerra fredda con Russia e Cina. Ha anche consigliato di "sedersi e parlare" per porre fine alla guerra in Ucraina e ha messo in guardia contro i falchi della guerra che potrebbero ostacolare il processo di pace.

## Vita privata
Nel 1988 vanden Heuvel sposò Stephen F. Cohen, professore di studi russi alla Princeton University e successivamente alla New York University. Furono sposati dal ministro presbiteriano e attivista per la pace William Sloane Coffin in una cerimonia aconfessionale. La coppia ha avuto una figlia, Nicola, nata nel 1991. La famiglia ha stabilito la propria residenza nell'Upper West Side di Manhattan. Cohen è morto nel settembre 2020.